# Akademia Obrony Narodowej Japonii
Akademia Obrony Narodowej Japonii (jap. 防衛大学校 Bōei Daigakkō; skr. 防大 Bōdai; oficjalne tłum. ang. National Defense Academy of Japan) – czteroletnia wyższa szkoła oficerska w Japonii w mieście Yokosuka, zajmująca się szkoleniem przyszłych oficerów wszystkich trzech rodzajów broni Japońskich Sił Samoobrony.
Uczelnia została otwarta w roku 1954. Rocznie do Akademii uczęszcza około 1800 studentów. W pierwszym roku kadeci przechodzą wspólne szkolenie w postaci wykładów i ćwiczeń praktycznych, aby zapoznać się z celami i zadaniami wszystkich trzech rodzajów wojsk. Następnie są kierowani do poszczególnych służb według klucza: dwóch do sił lądowych, jeden do marynarki, jeden do lotnictwa.
Różnorodne szkolenia obejmują m.in. doskonalenie umiejętności pływackich i narciarskich. Każdy student obowiązkowo przechodzi kurs języka angielskiego oraz wybranego drugiego języka obcego. Uczelnia przyjmuje także kandydatów spoza Japonii.